# Chronica Gallica de 511
Pour les articles homonymes, voir Chronica Gallica.
On appelle Chronica Gallica de l'année 511 une ancienne chronique, conservée par un seul manuscrit de Madrid du XIIIe siècle.

## Description
Elle ressemble par beaucoup de traits à une autre chronique de Gaule, la Chronica Gallica de 452, dont elle voulut peut-être être une continuation. Comme elle, elle a été rédigée dans le sud de la Gaule, peut-être à Arles ou Marseille. Les sources de son auteur sont la Chronica Gallica de 452, la chronique de Sulpice-Sévère, celle d'Hydace, Orose et les Fastes consulaires. Elle fit l'objet d'une compilation en Espagne en 733.
La période qu'elle couvre va de 379 à 509-511, d'où son nom. Comme dans le style habituel des chroniques, elle apporte des informations courtes et précises sur les événements mais ceux-ci, à part parfois la mention des années de règne d'un empereur, ne sont pas datés, et leur situation doit être déduite des événements qui précèdent et qui suivent. C'est par elle seulement, par exemple, qu'on connaît la défaite d'Anthemiolus à Arles, vers 470-471.